# Jens Berthelsen
Jens Berthelsen (17 de dezembro de 1820 – 28 de outubro de 1961) foi um esgrimista dinamarquês que participou dos Jogos Olímpicos de Verão de 1912, 1924 e de 1928, sob a bandeira da Dinamarca.